# Ove Kindvall
Ove Kindvall (ur. 16 maja 1943 w Norrköping, zm. 5 sierpnia 2025) – piłkarz szwedzki. Grał na pozycji napastnika.
Karierę zaczynał w klubie IFK Norrköping, grał w tym klubie do 1966. Wówczas to trafił do Feyenoordu. W tym samym roku otrzymał nagrodę dla najlepszego piłkarza Szwecji. Z Feyenoordem wywalczył dwa mistrzostwa Holandii, a także Puchar Mistrzów w 1970 roku. W finale z Celtikiem zdobył w dogrywce zwycięską bramkę. Podczas pięciu lat gry w Feyenoordzie strzelił 129 goli w 144 meczach. W 1971 roku powrócił do Szwecji i ponownie trafił do Norrköping. Karierę zakończył w 1977 roku, grając w IFK Göteborg. 
W reprezentacji narodowej wystąpił w 43 meczach, zdobywając 16 goli. Był uczestnikiem mistrzostw świata w 1970 i 1974 roku.